# جيمي لورد
جيمي لورد (بالإنجليزية: Jimmy Lord)‏ هو سياسي أمريكي، ولد في 24 مارس 1936 في مقاطعة واشنطن في الولايات المتحدة.